# Mariana Pérez Roldán
Pour les articles homonymes, voir Roldán.
Mariana Pérez (née le 7 novembre 1967) est une joueuse de tennis argentine, professionnelle du milieu des années 1980 à 1991. Elle est aussi connue sous son nom espagnol, Mariana Pérez Roldán. Elle est la sœur cadette de Guillermo Pérez Roldán, aussi joueur de tennis.
En 1985, elle a été championne du monde junior en double filles  avec Patricia Tarabini.
Pendant sa carrière, elle n'a remporté aucun titre WTA, mais en a décroché quatre (dont trois en double dames) sur le circuit ITF.

## Palmarès

### Titre en simple dames
Aucun

### Finale en simple dames
| No | Date       | Nom et lieu du tournoi | Catégorie | Dotation | Surface      | Vainqueure      | Score    |          |
| -- | ---------- | ---------------------- | --------- | -------- | ------------ | --------------- | -------- | -------- |
| 1  | 14/07/1986 | Elektra Cup, Bregenz   |           | 50 000 $ | Terre (ext.) | Sandra Cecchini | 6-4, 6-0 | Parcours |

### Titre en double dames
Aucun

### Finale en double dames
Aucune

## Parcours en Grand Chelem

### En simple dames
| Année | Open d'Australie | Open d'Australie | Internationaux de France | Internationaux de France | Wimbledon | Wimbledon | US Open         | US Open      |
| ----- | ---------------- | ---------------- | ------------------------ | ------------------------ | --------- | --------- | --------------- | ------------ |
| 1986  | n/a              | n/a              | 1er tour (1/64)          | Susan Sloane             | -         | -         | 1er tour (1/64) | Eva Pfaff    |
| 1987  | -                | -                | 2e tour (1/32)           | Sylvia Hanika            | -         | -         | 1er tour (1/64) | I. Demongeot |
| 1988  | -                | -                | 2e tour (1/32)           | Brenda Schultz           | -         | -         | -               | -            |

À droite du résultat, l’ultime adversaire.

### En double dames
| Année | Open d'Australie | Open d'Australie | Internationaux de France      | Internationaux de France  | Wimbledon | Wimbledon | US Open | US Open |
| 1987  | -                | -                | 1er tour (1/32) Andrea Tiezzi | Jenny Byrne Kathy Rinaldi | -         | -         | -       | -       |

Sous le résultat, la partenaire ; à droite, l’ultime équipe adverse.

### En double mixte
| Année | Open d'Australie | Open d'Australie | Internationaux de France   | Internationaux de France | Wimbledon | Wimbledon | US Open | US Open |
| ----- | ---------------- | ---------------- | -------------------------- | ------------------------ | --------- | --------- | ------- | ------- |
| 1986  | n/a              | n/a              | 1/4 de finale Raúl Viver   | R. Reggi Sergio Casal    | -         | -         | -       | -       |
| 1987  | -                | -                | 1er tour (1/32) G. Tiberti | Jaime Kaplan Libor Pimek | -         | -         | -       | -       |

Sous le résultat, le partenaire ; à droite, l’ultime équipe adverse.

## Classements WTA

### Classements en simple en fin de saison
| Année | 1986 | 1987 | 1988 | 1991 |
| Rang  | 68   | 68   | 83   | 699  |

Source : (en) « Classements de Mariana Pérez Roldán », sur le site officiel du WTA Tour

### Classements en double en fin de saison
| Année | 1986 | 1987 | 1988 |
| Rang  | 146  | 149  | 310  |

Source : (en) « Classements de Mariana Pérez Roldán », sur le site officiel du WTA Tour